# Antonino Parlapiano Vella
Antonino Parlapiano Vella (Ribera, 13 ottobre 1881 – Ribera, 28 settembre 1961) è stato un politico italiano.